# Anthracocentrus arabicus
Anthracocentrus arabicus es una especie de escarabajo longicornio del género Anthracocentrus, tribu Acanthophorini, orden Coleoptera. Fue descrita científicamente por Thomson en 1877.
El período de vuelo ocurre durante los meses de abril, junio, julio, agosto, septiembre, octubre, noviembre y diciembre.

## Descripción
Mide 28-95 milímetros de longitud.

## Distribución
Se distribuye por Argelia, Arabia Saudita, Baréin, Yibuti, Egipto, Emiratos Árabes Unidos, Etiopía, Israel, Jordania, Libia, Omán, Somalia, Sudán, Chad y Yemen.